# Fachunterricht
Unter Fachunterricht versteht man eine Lehr- und Lernform, die sich auf ein engeres Sachgebiet konzentriert, das in der Regel nach dem Gegenstand oder Inhalt definiert wird, mit dem es sich schwerpunktmäßig befasst. Chemieunterricht, Musikunterricht oder Kunstunterricht sind solche Formen des Fachunterrichts in der Schule. In der Offiziersausbildung zählt die Vermittlung von Strategie und Taktik zum Fachunterricht, in der Ausbildung zum Handwerksmeister etwa die Buchhaltung.

## Begriff
Unter einem Fach (von ahd. fah = Teil, Abteilung) ist ein Ausschnitt aus einem Ganzen zu verstehen. Wie ein Schrank als Ganzes durch Schubladen in übersichtliche Einheiten untergliedert werden kann, so geschieht dies auch im Unterrichtswesen mit der komplexen Lebenswirklichkeit. Während man im Schulbereich von Fächern und Fachunterricht spricht, die ein bestimmtes Wissensgebiet oder Spezialgebiet repräsentieren, wird im Wissenschaftsbereich eher in Fachrichtungen oder Disziplinen unterschieden. Oft findet sich auch der pleonastische Ausdruck Fachdisziplinen.
Der Unterricht erfolgt in der Regel nach einer Fachausbildung durch Fachleute, also Experten auf ihrem Fachgebiet. Im akademischen Bereich erwerben sie ihr Fachwissen durch das Studium einer Fachwissenschaft. Bei Studium, Prüfung und Lehre stützen sie sich dann auf Fachbibliotheken und Fachliteratur, bedienen sich einer Fachsprache und sind oft in ihrem speziellen Fachverband organisiert. Um als ausgewiesener Fachmann gelten zu können und entsprechend ausbilden zu dürfen, bedarf es einer entsprechenden Fachprüfung, z. B. zum Meister in einem Handwerksbetrieb.

## Entstehung
Die Einrichtung von Fächern und von Fachunterricht ergab sich aus dem Bedürfnis nach Kompetenzsteigerung in einem bestimmten Bereich und damit zwangsläufig einer entsprechenden Spezialisierung. Die Forschungs- und Lehrgegenstände mussten aus der komplexen Lebenswirklichkeit herausgelöst werden, um überschaubarer und beherrschbarer zu werden. Damit ergaben sich in allen Lehrbereichen didaktisch vermittelbare Wissens- und Könnensgebiete. Es bildeten sich etwa Fächer heraus, die den Lebensbereich Spiel-, Sport und Bewegung (= Sportunterricht), die deutsche Sprache in Wort und Schrift (= Deutschunterricht) oder den Umgang mit Zahlen (= Mathematikunterricht) als ihr Spezialgebiet didaktisch und methodisch aufarbeiteten.

## Problematik
Auch bei der an sich sinnvollen Spezialisierung muss allerdings ein Maß eingehalten werden. Die Vorteile des Fachunterrichts stoßen dort an ihre Grenzen, wo der Überblick über das Ganze verloren geht, von dem der behandelte Gegenstand nur ein Teilgebiet darstellt und mit dem er in der Lebensrealität verknüpft bleibt. In der Medizin ist die Tendenz zu immer enger werdenden Spezialgebieten (Beispiel: Humanmedizin > Chirurgie > Handchirurgie) und eine Reduzierung auf wenige Behandlungsmethoden (z. B. Operationen) erkennbar. Dies ist einerseits für eine sachkompetente Behandlung wünschenswert, andererseits für eine patientendienliche Gesundheitsfürsorge dann problematisch, wenn unentbehrliche Nachbarwissenschaften wie die Ernährungswissenschaft oder die Trainingswissenschaft aus dem Blick geraten, statt auf Prävention nur auf Therapie gesetzt wird oder alternative Methoden nicht gekannt werden.
Man spricht von Fachidiotentum, wenn eine Horizontverengung zu einer Verabsolutierung des eigenen Fachgebiets und damit zu Einseitigkeiten und Fehleinschätzungen im Rahmen der komplexen Problemlage führt.
Solch eine fachbezogene Horizontverengung kann im Weiteren auch zu einer Facharroganz verführen, bei der das eigene Fachgebiet überschätzt und andere Fachgebiete unterschätzt werden. Dem muss durch fachliche Offenheit und Kooperationsbereitschaft schon in der beruflichen Ausbildung, aber auch in der Weiterbildung begegnet werden.

## Fächerkooperation
Ein gleichzeitig auf hohe Sachkompetenz und auf Lebensbezug ausgerichteter Fachunterricht muss seine Erkenntnisse mit denen anderer Fachgebiete verknüpfen. Dies ist besonders wichtig, wenn es um komplizierte und komplexe Themen und Problemstellungen geht. Die Schule bietet dafür mit ihrem Fächerkanon einen idealen Rahmen, um sachgerecht für das Leben vorzubereiten. Er muss nur durch Kooperationsbereitschaft der Lehrenden wahrgenommen und ausgeschöpft werden. Solche Kooperationen müssen in der Ausbildung bereits gelernt werden. Sie sind neben Unterrichtsprojekten in der Schule auch bei Operationen durch Ärzteteams oder in Rechtsanwaltsgemeinschaften üblich und notwendig. Die Unterrichtslehre bietet für das Lernen der Fächerkooperation Formen wie den Fächerübergreifenden Unterricht oder den Projektunterricht.